# Werke für Laute (Bach)
Obwohl das Lautenwerk von Johann Sebastian Bach mit sieben Werken für Laute solo, wobei nur BWV 995 und BWV 998 ausdrücklich der Laute zugewiesen sind, sehr überschaubar ist, nimmt es in der Welt der Lautenkompositionen und entsprechend in der des heutigen Gitarrenrepertoires einen wichtigen Platz ein. Als Ensembleinstrument findet die Laute im Werk Bachs ebenfalls Verwendung (z. B. BWV 198 und BWV 245).
Bachs Werk gilt als richtungsweisend in der Ausschöpfung der polyphonen Möglichkeiten auf der Laute. Als einer der Höhepunkte zählt hier die Fuge c-Moll aus der Partita BWV (Bach-Werke-Verzeichnis nach Wolfgang Schmieder) 997. Die absteigende Melodie mit dem ersten Kontrapunkt wird ab Takt 56 in der Bassstimme gegen eine chromatisch ansteigende Bassbewegung gesetzt, während die Mittelstimme in einer Sechzehntelbewegung den Satz harmonisch „füllt“.

## Entstehung
Die Entstehungszeit der Werke ist, wie teilweise auch die Echtheit der Autorschaften, nicht eindeutig zu klären. Eine wichtige Anregung für Bachs Lautenwerke mag seine Bekanntschaft mit dem damals im deutschen Sprachraum berühmtesten Lautenisten Silvius Leopold Weiss gewesen sein. Thomas Kohlhase geht in seiner Dissertation über Bachs Lautenwerke von einem Zeitraum der Entstehung der Werke von etwa 30 Jahren aus, der sich von Bachs Weimarer Zeit bis etwa 1740 erstreckt.
Bach hat seine Lautenkompositionen in einem Doppelsystem aus Diskant-, Tenor- oder Violin- und Bassschlüssel notiert; teilweise ist der Violinschlüssel hierbei oktavierend gemeint. Damit verwendete Bach in keiner seiner Kompositionen für Laute die bis zu seiner Zeit übliche Notation in Tabulatur. Ausnahme hiervon bilden einige Takte in BWV 998, die Bach aus Platzgründen in Orgeltabulatur notierte. Aus diesem Grund ist es jedoch schwierig, die Werkgruppe der sogenannten „Lautenwerke“ eindeutig einem bestimmten Instrument zuzuweisen.
Die für Laute gesicherten Kompositionen schrieb Bach für eine 13-chörige Laute (Barocklaute) oder Theorbe in der neufranzösischen Lautenstimmung (G-A-d-f-a-d´-f´).

## Suiten

### Suite g-Moll BWV 995

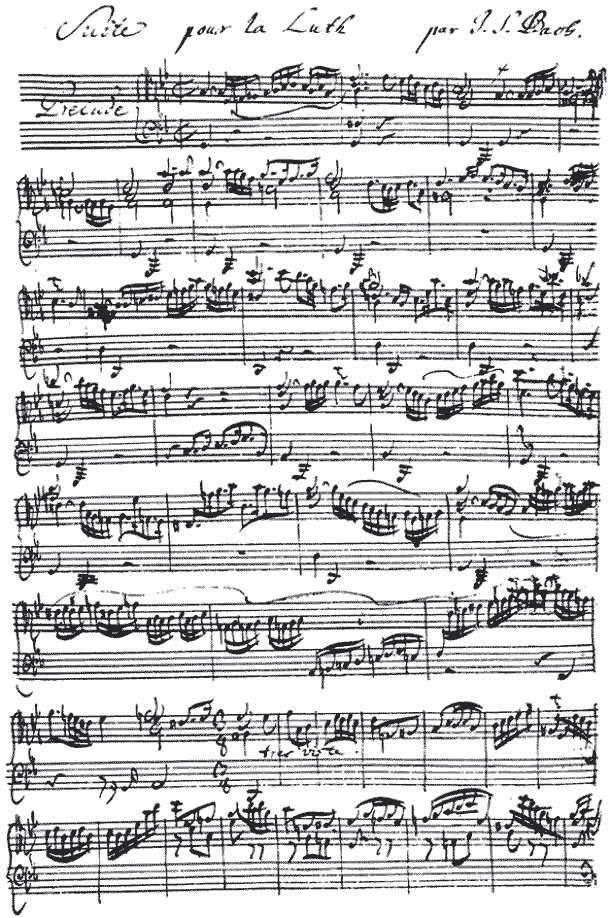
Manuskript der Suite g-Moll

Sätze:
- Prélude (Präludium) ¢[3] g-Moll – Presto 3/8 g-Moll
- Allemande ¢ g-Moll
- Courante 6/4 g-Moll
- Sarabande 3/4 g-Moll
- Gavotte I ¢ g-Moll – Gavotte II en Rondeau ¢ g-Moll
- Gigue 3/8 g-Moll

 Entstehung:
Die Suite g-Moll BWV 995 ist eine für die 14-chörige Laute konzipierte Version der Suite Nr. 5 für Violoncello solo in c-Moll (BWV 1011, genannt auch „Suite discordable“) – genauer: Beide Fassungen gehen auf eine gemeinsame Urversion zurück, bei der allerdings nicht geklärt ist, ob sie für Laute oder Cello geschrieben war.
Fraglich ist die Widmung  an einen „Monsieur Schouster“, die Kohlhase in Verbindung mit dem Lautenisten Schuster bringt, der nachweislich zwischen 1741 und 1784 in Dresden gewirkt hat. Die zeitliche Verschiebung deckt sich demnach mit der Vermutung, dass die Widmung nachträglich hinzugefügt wurde. Schulze stellt eine Indizienkette auf – die zwar hypothetisch ist, aber nicht abwegig erscheint – nach der der Widmungsträger der Leipziger Verleger Jacob Schuster sei, für den Bach eine zur Veröffentlichung bestimmte Transkription anfertigte. Zeitlich würde sich diese Annahme mit der Kohlhases decken, Schulze geht von dem Entstehungsjahr 1730 aus.
Musik:
Die Suite beginnt mit einer französischen Ouvertüre aus einer Einleitung in punktierten Rhythmen und einem Fugato – der typische Einleitungssatz für eine barocke Orchestersuite.

### Suite e-Moll BWV 996
Sätze:
- Praeludio ¢ e-Moll – Passaggio-Presto 3/8 e-Moll
- Allemande ¢ e-Moll
- Courante 3/2 e-Moll
- Sarabande 3/2 e-Moll
- Bourrée ¢ e-Moll
- Gigue 12/8 e-Moll

Entstehung:
Kohlhase setzt die wohl in Weimar komponierte Suite e-Moll BWV 996 als älteste voraus und datiert sie auf vor 1717: Ein terminus post quem ergibt sich aus einem Stilvergleich mit frühen Bachschen Klavier- und Orgelstücken. Nach Ragossnig sind zwei Abschriften erhalten: Eine von Johann Gottfried Walther um 1715 angefertigte handschriftliche Übertragung im Doppelsystem (Sopran- und Bassschlüssel) und eine nicht zuzuordnende Abschrift aus einem Sammelband, der heute im Besitz der Bibliothèque royale de Belgique in Brüssel ist.
Musik:
Diese Suite wird in der Literatur, beruhend auf einer umstrittenen Nummerierung der Lautensuiten durch Hans Dagobert Bruger (1894–1932), oft als „Lautensuite Nr. 1“ bezeichnet. Nach dem einleitenden Präludium erfolgt mit dem etwa einminütigen Presto ein erster polyphoner Höhepunkt der Suite. Im Ablauf von Allemande, Courante und Sarabande wird das Tempo immer mehr herausgenommen, bis es in der Bourrée wieder etwas lebhafter zugeht. Dieser Satz wurde mehrfach von Rockmusikern adaptiert. Die abschließende Gigue ist ein Musterbeispiel dafür, wie sich die polyphone Kompositionskunst Bachs auch auf die Laute erstreckt, obgleich Zweifel daran bestehen, dass die Komposition eindeutig der (13-chörigen) Laute, und nicht etwa einem Lautenclavier, zuzuweisen ist.

### Suite c-Moll BWV 997
Sätze:
- Prélude c c-Moll
- Fuga 6/8 c-Moll
- Sarabande 3/4 c-Moll
- Gigue 6/8 c-Moll – Double 6/8 c-Moll

Entstehung:
Als eines der späteren Werke Bachs wird die Suite c-Moll BWV 997 vermutet. Ein Autograph von Bach ist nicht erhalten, als mutmaßliche Entstehungszeit gilt die Zeit zwischen 1738 und 1741, in der eine Niederschrift von Johann Friedrich Agricola in Leipzig entstanden ist.
In einigen frühen Abschriften fehlen der zweite und der fünfte Satz der Suite, die Fuge und das der Gigue angeschlossene Double. Diese sind aber heute eindeutig als Bachsche Schöpfung anerkannt. Die Frage nach der Besetzung der Suite ist ungleich schwerer und bis heute nicht eindeutig zu klären.
Bis auf eine Tabulaturbearbeitung sind alle überlieferten Abschriften in Klavierpartitur geschrieben, die aber aufgrund der Stimmführung auch keine Eindeutigkeit zugunsten des Klaviers rechtfertigen. Auffällig ist in der durchweg dreistimmigen Fuge die ungewöhnliche Führung der Mittelstimmen. Kohlhase schließt: „Bei ihrer vorwiegend linearen und schrittweisen Bewegung erscheinen Sept-, Dezim-, Undezim- und Duodezimsprünge klanglich störend und satztechnisch mangelhaft. Spätestens hier wird klar, dass die Notierung des oberen Systems nicht wörtlich gemeint sein kann. Wenn man den Violinenschlüssel nämlich als oktavierten Violinschlüssel liest, wird der Satz stimmig und ausgeglichen.“
Aus einem Dezim- wird folglich ein Terzanschluss, aus dem Sept- ein Sekundanschluss usw. Beide denkbaren Fassungen sprechen jedoch aufgrund der Spielbarkeit gegen das Klavier. Die oktavierte Fassung lässt die Suite für (13-chörige) Laute spielbar und satztechnisch ausgeglichen erscheinen. Sowohl die zeitgenössischen Tabulaturbearbeitungen als auch die heutigen Ausgaben richten sich nach dieser Lesart, es herrscht allerdings immer noch Unklarheit über die Gründe dieser eigenwilligen Notation. Geht man jedoch von der Tatsache aus, dass das heutige Notationssystem der Gitarre ebenfalls einen oktavierten Violinschlüssel voraussetzt, könnte man Bach unterstellen, dass er sich dieses System selber entwickelt hat und trotz Klavierpartitur dem Lautenisten im Violinschlüssel ein neues System präsentiert.
Gänzlich Verwirrung verursacht jedoch die Tatsache, dass das Double offensichtlich nicht diesem Prinzip untersteht. Kohlhase ist sich der Widersprüche und Ungereimtheiten bewusst und geht hypothetisch davon aus, dass es sich bei der Suite c-Moll um eine Suite für ein Lautenclavier gehandelt haben könnte. Da die Entwicklung des Lautenclaviers genau in die Entstehungszeit der Lautensuite fällt, wäre es möglich, dass die Suite als Lautensuite mit vier Sätzen konzipiert war, zu denen dann ein fünfter Satz trat, sozusagen ad libitum, falls das Stück auf dem Lautenclavier ausgeführt würde.
Musik:
Ungewöhnlich ist der zweite Satz, da es sich hier um eine für Bach seltene Da-capo-Fuge handelt.

### Suite E-Dur BWV 1006a
Sätze:
- Prélude 3/4 E-Dur
- Loure 6/4 E-Dur
- Gavotte en Rondeau ¢ E-Dur
- Menuett I 3/4 E-Dur – Menuett II 3/4 E-Dur
- Bourrée 2 E-Dur
- Gigue 6/8 E-Dur

Entstehung:
Auch die Suite E-Dur BWV 1006a ist eine Bearbeitung einer früheren Solosuite, der 3. Violinpartita E-Dur BWV 1006, die um 1720 entstand. Die Transkription erschien als Autograph um 1737 jedoch ohne Angabe eines Instrumentes, weshalb lange Zeit Uneinigkeit über die Besetzung herrschte. Der Tonumfang (A bis e’’) entspricht eher dem der Laute („das Cembalo reichte zu Bachs Zeit nur bis C hinab“), auch wenn die damals übliche Stimmung das Werk für eine übliche 13-chörige Laute sehr unbequem erscheinen lässt, wobei Bach auch ein 14-chöriges Instrument zur Verfügung gestanden haben könnte. Philipp Spitta lässt in einem Brief an den damaligen Besitzer des Autographs keinen Zweifel daran, dass er das Werk für Clavier (also Tasteninstrument wie Cembalo oder Clavichord) eingerichtet sieht. Da Bach aber für einige seiner Suiten Scordaturen voraussetzt, ist dies auch für die E-Dur Suite denkbar. Kohlhase geht aufgrund der untypischen Charakteristika in Sachen Tonumfang, Satz und Figurenwerk von einer eindeutigen Hinweisung auf ein Zupfinstrument aus, das er als Laute bestimmt. Die Bearbeitung wird zwischen 1735 und 1740 datiert. Obwohl sie keine Widmung trägt, ist anzunehmen, dass sie für einen der beiden berühmten Lautenisten Silvius Leopold Weiss oder Johann Kropffgans transkribiert wurde, die beide nachweislich 1739 in Bachs Haus musiziert haben.

## Präludien und Fugen

### Präludium, Fuge und Allegro Es-Dur BWV 998
Sätze:
- Prélude 12/8 Es-Dur
- Fuga c Es-Dur
- Allegro 3/8 Es-Dur

Entstehung:
Präludium, Fuge, Allegro Es-Dur BWV 998 ist in Originalschrift Bachs erhalten, die allerdings nicht datiert ist. Wasserzeichen des Papiers und Handschrift Bachs lassen jedoch auf eine Entstehung um 1735 schließen. Obwohl dem Stück die Besetzungsangabe „pour la Luth. ó Cembal“ voran steht, geht Kohlhase aufgrund der satztechnischen Anlage und des Tonumfangs von einer Primärkomposition für die (14-chörige) Laute aus. Das Autograph von Bach ist handschriftlich im Doppelsystem mit Diskant- und Bassschlüssel notiert.
Ein Originalmanuskript wurde 2016 für 2,5 Mio. Pfund versteigert.

### Präludium c-Moll BWV 999
Satzbezeichnung:
- Präludium 3/4 c-Moll

Entstehung:
Als entstehungsgeschichtlich zweite Komposition gilt das Präludium c-Moll BWV 999, das, komponiert als drittes der sogenannten Zwölf kleinen Präludien, auf die Köthener Zeit um 1720 datiert wird. Auch dieses Werk ist als zeitgenössische Abschrift im Doppelsystem erhalten. Kohlhase gibt an, dass das Werk aus Überlieferungsgründen zwar in der Echtheit angezweifelt werden könnte, nicht aber vom Stil her. In der Tat ist eine Parallele vor allem zum Präludium C-Dur aus dem ersten Teil des Wohltemperierten Klaviers unverkennbar.

### Fuge g-Moll BWV 1000
Satzbezeichnung:
- c g-Moll

Entstehung:
Von der Fuge g-Moll BWV 1000 ist nur eine Tabulaturabschrift von Johann Christian Weyrauch überliefert, die um 1730 angefertigt wurde. Sie geht zurück auf den zweiten Satz (94 Takte) der g-Moll-Sonate für Violine solo (BWV 1001), die nach 1720 entstanden ist. Eine genaue Datierung der Bachschen Bearbeitung ist nicht möglich. Selbst ob es sich bei der Bearbeitung um das Werk Bachs oder des Intavolators Weyrauch handelt ist nicht mit Sicherheit zu belegen. Von der originalen Soloviolinsonate ist weiterhin eine Bearbeitung für Orgel (BWV 539,2) in d-Moll mit 96 Takten erhalten, die allerdings auch nicht gesichert auf Bach zurückgeht. Während der Orgelfassung eher „mittelmäßige Qualität“ attestiert wird, ist die Bearbeitung für (13-chörige) Laute höheren Niveaus und fügt der Urfassung wie die Orgelfassung zwei weitere Takte hinzu. Sie wird in der neueren Forschung allgemein als Werk Bachs gesehen.

## Aufführungspraxis mit Gitarre

### Gebräuchliche Arrangements
Die Einrichtung des Bachschen Lautenwerkes für Gitarre (aber auch für gängige Lautenstimmungen) erfordert öfters Oktavierungen in der Stimmführung, bzw. die Transponierungen kompletter Suiten. Lediglich die Suiten e-Moll BWV 996 sowie E-Dur BWV 1006a sind in Originaltonart problemlos übertragbar. Die Suiten g-Moll BWV 995, c-Moll BWV 997 sowie die Fuge g-Moll BWV 1000 werden üblicherweise nach a-Moll, Präludium, Fuge, Allegro Es-Dur BWV 998 nach D-Dur und das Präludium c-Moll BWV 999 nach d-Moll transponiert. Der Gitarrist Ansgar Krause hat dennoch die Lautenwerke BWV 995-998 in den Originaltonarten auf der Gitarre eingespielt und die Noten seiner Transkription veröffentlicht.
Zu den bedeutenden Einspielungen des Lautenwerkes auf der Gitarre gehört beispielsweise auch das 1975 entstandene Album John Williams Plays Bach: The Complete Lute Music on Guitar von John Williams.

### Die Bach-Renaissance im 19. und 20. Jahrhundert
Seit der Bach-Renaissance des 19. und 20. Jahrhunderts sind seine Stücke nicht mehr aus dem Konzertleben wegzudenken. Im Zuge der historischen Aufführungspraxis ist sein Lautenwerk zwar auch auf Nachbauten von Originallauten, besonders aber eingerichtet für Gitarre, zu einem festen Bestandteil des Gitarrenrepertoires geworden. Auch andere Werke Bachs wurden für Gitarre transkribiert und gehören heute ähnlich wie die Lautenkompositionen zum Standardrepertoire. Hervorzuheben sind hier die Bearbeitungen der Cello-Suiten z. B. von John Duarte und Andrés Segovia sowie der Violinpartiten, von der vor allem die Bearbeitung der Ciaccona aus der zweiten Violinpartita in d-Moll BWV 1004 erwähnt werden muss.

## Werk, Werkausgaben und Transkriptionen
- Pieces pour Luth. BWV 995, 997, 1000 in Tabulatur von Johann Christian Weyrauch, Faksimile herausgegeben von Albert Reyerman, Tree Edition, Lübeck
- Neue Ausgabe sämtlicher Werke Serie V, Band 10: Einzeln überlieferte Klavierwerke II und Kompositionen für Lauteninstrumente. Hrsg. von Hartwig Eichberg (Klavierwerke) und Thomas Kohlhase (Lautenwerke). Bärenreiter-Verlag, Kassel 1976.
- Hans Dagobert Bruger: Johann Sebastian Bach, Kompositionen für die Laute. Erste vollständige und kritisch durchgesehene Ausgabe. Nach altem Quellenmaterial für die heutige Laute übertragen und herausgegeben. 1921; 3. Auflage. Julius Zwißlers Verlag (Inh. Georg Kallmeyer), Wolfenbüttel 1925; Nachdruck Karl Heinrich Möseler Verlag, Wolfenbüttel/Zürich. – Für die moderne 10saitige Basslaute in Gitarrenstimmung.
- Konrad Ragossnig: Suite E-Dur (BWV 1006a). Bearbeitung für Gitarre.[26]
- Anton Stingl: Johann Sebastian Bach - Lautenmusik, alte Lautenmusik für Gitarre bearbeitet. Friedrich Hofmeister Musikverlag, Leipzig 1957.
- Thomas Schmitt: Johann Sebastian Bachs Werke für Laute. In: Gitarre & Laute Band 7, 1985, Heft 6, S. 13–20, und Band 8, 1986, Heft 1, S. 26 f. und 64 f.
- Paolo Cherici (Hrsg.): Johann Sebastian Bach, Opere complete per liuto. Zerboni, Mailand
  - Fuga BWV 1000. (Alfonso Borghese)
  - Suite BWV 995. (Oscar Ghiglia)
  - Suite BWV 998. (Alvaro Company)
  - Suite BWV 1006a. (Oscar Ghiglia)
- José de Azpiazu (Bearbeitungen für Gitarre):
  - Präludium und Fuge. (BWV 999). G. Ricordi & Co., München
  - Sonate Es-Dur.
  - Suite e-moll.
  - Suite c-moll.
  - Suite g-moll.
  - Suite E-Dur.
- Andrés Segovia (Bearbeitungen für Gitarre):
  - Prélude und Fuge D-Dur.[27]
  - Sarabande h-Moll.[28]
- Edmund Wensiecki: Johann Sebastian Bach (1685–1750). Lautenmusik. Für die Gitarre neu bearbeitet und herausgegeben, mit einer kurzen Einführung in die Lautentabulatur. Musikverlag Friedrich Hofmeister, Hofheim am Taunus 1965; 8. Auflage ebenda 1977.